# Eletrodo saturado de calomelano

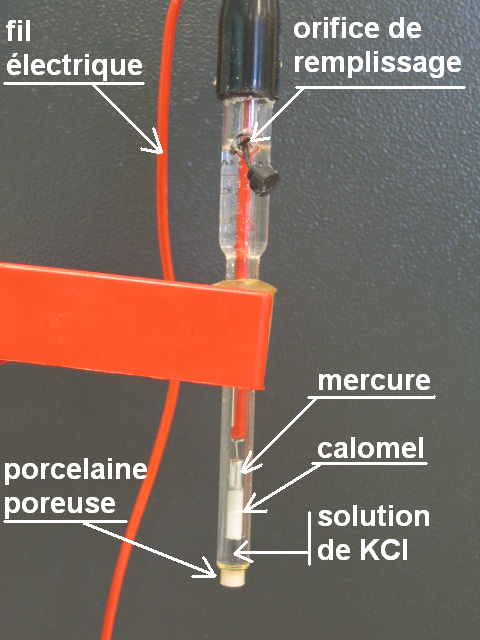
Eletrodo saturado de calomelano

O eletrodo saturado de calomelano (SCE, do inglês: saturated calomel electrode) é um eletrodo de referência baseado na reação entre mercúrio metálico e cloreto de mercúrio (I). A fase aquosa em contato com o mercúrio e o cloreto de mercúrio (I) (Hg2Cl2, "calomelano") é uma solução saturada de cloreto de potássio em água. O eletrodo é normalmente ligado por um meio poroso (geralmente porcelana) à solução em que o outro eletrodo está imerso. A porcelana porosa forma uma ponte salina.
Pode ser descrito pelas meias reações:
{\displaystyle Hg_{2}Cl_{2}+2e^{-}\rightarrow 2Hg+2Cl^{-}}
{\displaystyle Hg\rightarrow Hg^{2+}+2e^{-}}

## Aplicação
O SCE é usado em medição de pH, voltametria cíclica e em eletroquímica aquosa em geral.
O elétrodo de calomelano contém mercúrio, sendo por isto muito mais perigoso à saúde do que o eletrodo Ag/AgCl (Prata/Cloreto de Prata).